# Florac-Trois-Rivières
Florac-Trois-Rivières es una comuna nueva francesa situada en el departamento de Lozère, de la región de Occitania.

## Historia
Fue creada el 1 de enero de 2016, en aplicación de una resolución del prefecto de Lozère de 2 de diciembre de 2015 y modificación posterior de 14 de diciembre de 2015 con la unión de las comunas de Florac y La Salle-Prunet, pasando a estar el ayuntamiento en la antigua comuna de Florac.

## Demografía
| Gráfica de evolución demográfica de Florac-Trois-Rivières entre 1800 y 2013 |
|                                                                             |

Los datos entre 1800 y 2013 son el resultado de sumar los parciales de las dos comunas que forman la nueva comuna de Florac-Trois-Rivières, cuyos datos se han cogido de 1800 a 1999, para las comunas de Florac y La Salle-Prunet de la página francesa EHESS/Cassini. Los demás datos se han cogido de la página del INSEE.

## Composición
| Comuna delegada | Código INSEE | Población (2013) | Superficie (km²) | Densidad (hab./km²) |
| --------------- | ------------ | ---------------- | ---------------- | ------------------- |
| Florac          | 48061        | 1950             | 29.89            | 65                  |
| La Salle-Prunet | 48186        | 180              | 18.50            | 10                  |